# Bombus wurflenii
Bombus wurflenii es una especie de abejorro que se encuentra en varias partes del centro y norte de Europa, hasta Turquía y la península de Crimea en el sureste.

## Descripción
Este abejorro tiene una probóscide o lengua muy corta, mandíbulas poderosas y dentadas, y una cabeza corta. La reina tiene una longitud de cuerpo de 19 a 22 mm (0,75 a 0,87 pulgadas), una envergadura de alas de 36 a 41 mm (1,4 a 1,6 pulgadas) y un pelaje negro y desgreñado en las tres últimas tergitas metasomales (segmentos abdominales). Las obreras, miden de 13 a 16 mm (0,51 a 0,63 pulgadas) y la envergadura de sus alas son de 25 a 32 mm (0,98 a 1,26 pulgadas), se parecen a la reina, excepto por su menor longitud. Los machos son de 14 a 16 mm (0.55 a 0.63 pulgadas) de largo, tienen una envergadura de 28 a 32 mm (1.1 a 1.3 pulgadas) y son similares a las hembras. Existe un poliformismo más ligero, con la mayor parte del tórax y las dos tergitas anteriores cubiertas de pelo pálido.

## Ecología
La especie se encuentra principalmente en zonas montañosas. En los Balcanes, se encuentra entre 1.300 y 2.100 m (4.300 y 6.900 pies) sobre el nivel del mar, y en Turquía entre los 1.600 y 2.600 metros (8.500 pies). El nido es pequeño y contiene de 80 a 150 individuos.
Esta especie se alimenta predominantemente de flores como Vaccinium, Lamiaceae, Scrophulariaceae y Fabaceae.

## Distribución
En Europa, se encuentra en Alemania, Austria, Bélgica, Eslovaquia, Eslovenia, España, Francia, Hungría, Italia, Noruega, Polonia, República Checa, Rumania, Suiza, Escandinavia, los Urales y el Cáucaso en Rusia, el norte de Turquía y la península de Crimea.